# Francesca Muñoz
Francesca Elizabeth Andrea Muñoz González (Concepción, 7 de marzo de 1980) es una profesora de inglés, pastora evangélica y política chilena, militante del Partido Social Cristiano (PSC). Actualmente se desempeña como diputada por el distrito N.° 20 de la región del Biobío y es coordinadora regional de la Comisión Nacional Evangélica por la Familia (Confamilia).

## Biografía
Hija de Juan Ricardo Muñoz Roa y Magdalena del Carmen González Manríquez. Cursó su educación básica y media en el Liceo Comercial Enrique Oyarzún Mondaca, y se tituló de profesora de inglés en la Universidad de Concepción.
Está casada con Héctor Muñoz Uribe, alcalde electo por la comuna de Concepción (con quien tiene dos hijos; Francesca y Juan), además junto a él, creó el Movimiento Águilas de Jesús en la Universidad de Concepción. Ella ha estado en contra de los proyectos de aborto en tres causales, de identidad de género y "matrimonio igualitario" impulsados por el segundo gobierno de Michelle Bachelet.

## Trayectoria profesional
Hasta fines de 2017 se desempeñó como profesora de inglés en la Escuela Enrique Soro, de San Pedro de la Paz.

## Carrera política
Inició su carrera política como militante de Renovación Nacional. En las elecciones parlamentarias de 2013, se presentó como candidata a diputada por el Distrito N.°44 de la Región del Biobío, obteniendo 15 184 votos equivalentes a un 8,77 % de los sufragios, no siendo electa.
Luego en las elecciones municipales de 2016, postuló como alcaldesa por la comuna de Chiguayante, no siendo elegida tras obtener 1.834 votos equivalentes al 7,93 % de los sufragios.
En las elecciones parlamentarias de 2017, fue elegida diputada apoyada por el partido Renovación Nacional, representando al 20 ° Distrito (Chiguayante, Concepción, Coronel, Florida, Hualpén, Hualqui, Penco, San Pedro de la Paz, Santa Juana, Talcahuano y Tomé), Región del Biobío, para el período 2018-2022. Obtuvo 23 140 votos equivalentes al 6,9 % de los sufragios válidamente emitidos.
Con fecha 14 de marzo de 2018, pasa a integrar las Comisiones Permanentes de Relaciones Exteriores, Asuntos Interparlamentarios e Integración Latinoamericana; y de Familia y Adulto Mayor. Asimismo, el 3 de julio del mismo año, integra la Comisión Especial Investigadora de los programas gubernamentales calificados como de desempeño insuficiente, según la lista adjunta a la solicitud, y las razones administrativas y presupuestarias que explicarían su resultado (CEI 8).Formó parte del Comité Parlamentario de RN.
Fue reelegida en las elecciones de 2021 como primera mayoría de su distrito, asumiendo su segundo período parlamentario en marzo de 2022. En noviembre de ese año anunció su renuncia a RN. En enero de 2023 se integró al Comité Social Cristiano e Independientes y en mayo de ese mismo año se incorporó oficialmente al Partido Social Cristiano (PSC) junto a un grupo de autoridades de Biobío.

## Historial electoral

### Elecciones parlamentarias de 2013
- Elecciones Parlamentarias de 2013 a Diputados por el distrito 44 (Concepción, San Pedro de la Paz y Chiguayante)[7]

### Elecciones municipales de 2016
- Elecciones municipales de 2016, para la alcaldía de Chiguayante[8]

### Elecciones parlamentarias de 2017
- Elecciones parlamentarias de 2017 a Diputados por el distrito 20 (Chiguayante, Concepción, Coronel, Florida, Hualpén, Hualqui, Penco, San Pedro de la Paz, Santa Juana, Talcahuano y Tomé)[9]

### Elecciones parlamentarias de 2021
- Elecciones parlamentarias de 2021 a Diputados por el distrito 20 (Chiguayante, Concepción, Coronel, Florida, Hualpén, Hualqui, Penco, San Pedro de la Paz, Santa Juana, Talcahuano y Tomé)[12]